# Silan Diljen
Şîlan Diljen, född 10 september 1978 i Kurdistan, är en svensk journalist, tidigare på Sveriges radio. 
Diljen var med och startade tidningen Gringo. Hon har också varit programledare och reporter för Konflikt, Studio Ett och P1-morgon i Sveriges Radio P1.
I november 2013 sändes Diljens P1-dokumentär Min Flykt om hennes flykt från Kurdistan 1982 och den turkiska militärjuntan. Dokumentären och en därpå följande satsning nominerades till Stora journalistpriset och Prix Europa samt gav upphov till föreläsningsturnéer.
Efter en tid som gruppchef för de kurdiska, persiska och somaliska programmen vid Radio Sweden blev hon vid årsskiftet 2014/2015 chef och ansvarig utgivare för P3 Stockholm med ansvar för program som P3 Dokumentär, Morgonpasset i P3 och P3 Nyheter.
Idag är Diljen reportagechef på Dagens Nyheter där hon bland annat ansvarar för magasinet DN Lördag.
Sambo med dokumentärmakaren och Stora Journalistprisvinnaren (Hästgården) Robert Barkman.

## Källhänvisningar
1. 1 2  Sîlan Diljen ny chef för P3 Stockholm, Sveriges Radio, 13 oktober 2014
2. ↑  Min flykt - en P1 Dokumentär av Sîlan Diljen, P1 Dokumentär, 17 november 2013
3. ↑  Sîlan Diljen på skolturné med #minflykt, P1 Sveriges Radio, 19 november 2014
4. ↑  Sveriges Radios samtliga bidrag uttagna till Prix Europa 2014, Sveriges Radio, 9 september 2014
5. ↑  De nomineras till Stora Journalistpriset, Journalisten, 4 november 2014